# Nationaal park Wapusk
Het Nationaal park Wapusk (Engels: Wapusk National Park) is een nationaal park in Canada.
Het park ligt in de Hudson Plains Ecozone aan de kustlijn van de Hudsonbaai, 45 km ten zuiden van Churchill in het noordoosten van de provincie Manitoba. Het park werd opgericht in 1996. Het park heeft een oppervlakte van 11.475 km² en daarmee een van de grotere parken van de nationale parken in Canada. Het park wordt beheerd door Parks Canada. 
De naam is afgeleid van wâpask, Cree voor ijsbeer, en het park is een grote zone voor gestatie en broedzorg van ijsberen. Drachtige vrouwtjesberen, die een verlengde draagtijd kennen waardoor het embryo pas in oktober of november in ontwikkeling komt, brengen de winter door in sneeuwholen die ze zelf groeven in sneeuwheuvels, op plaatsen met harde en stevige sneeuw. Er zijn meestal 2 jongen, die rond de jaarwisseling geboren worden. De jongen verlaten het hol voor het eerst in maart of april. 
In het park ligt ook Cape Churchill, algemeen erkend als een van 's werelds beste locaties voor het observeren en fotograferen van ijsberen. In 2010 publiceerden biologen van het American Museum of Natural History en het City College van de City University of New York na veldonderzoek in het Wapusk National Park een nieuw rapport in het Canadese wetenschappelijk tijdschrift Canadian Field-Naturalist dat grizzlyberen aan het migreren waren naar de habitat van ijsberen in de Hudson Plains.

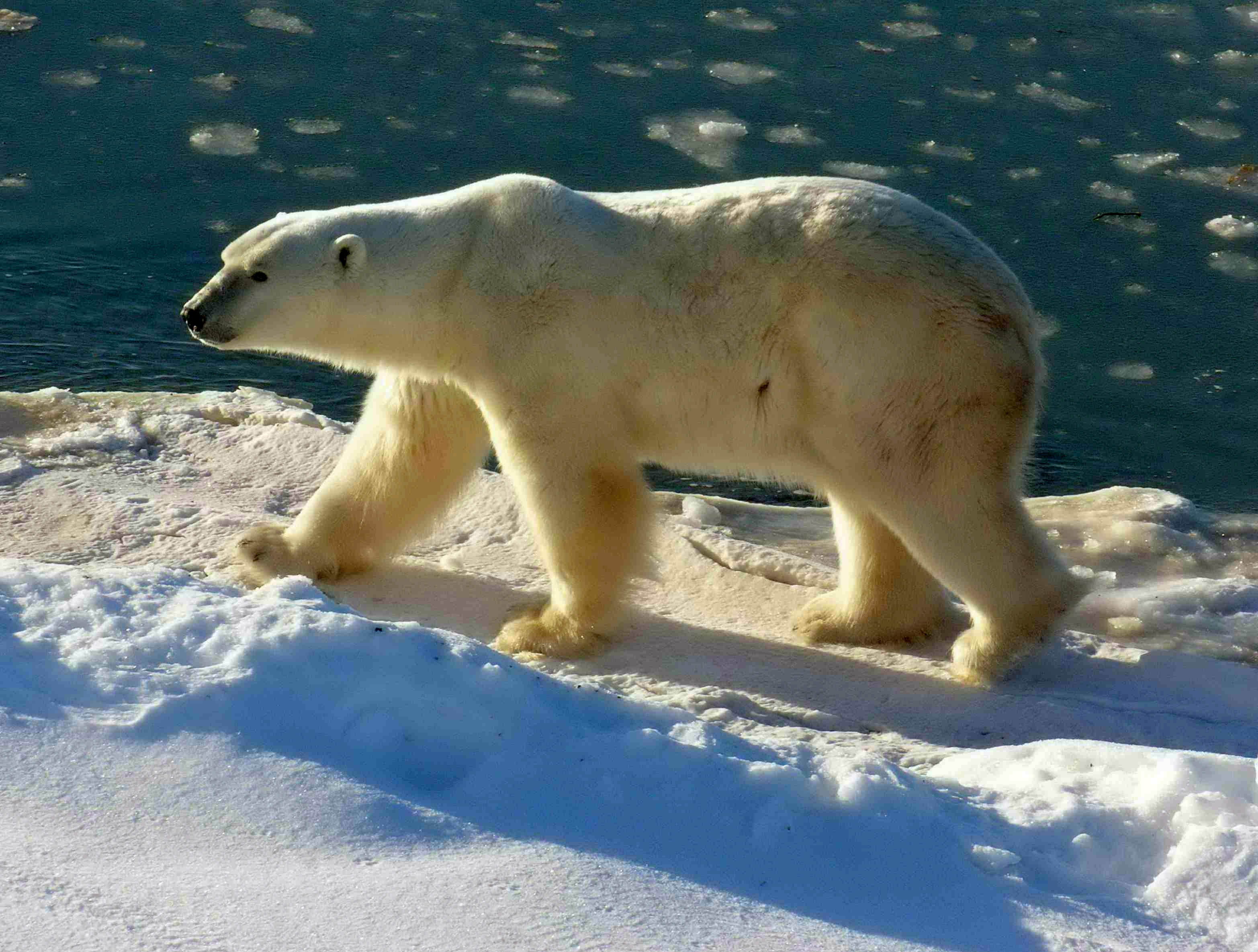
IJsbeer bij Cape Churchill
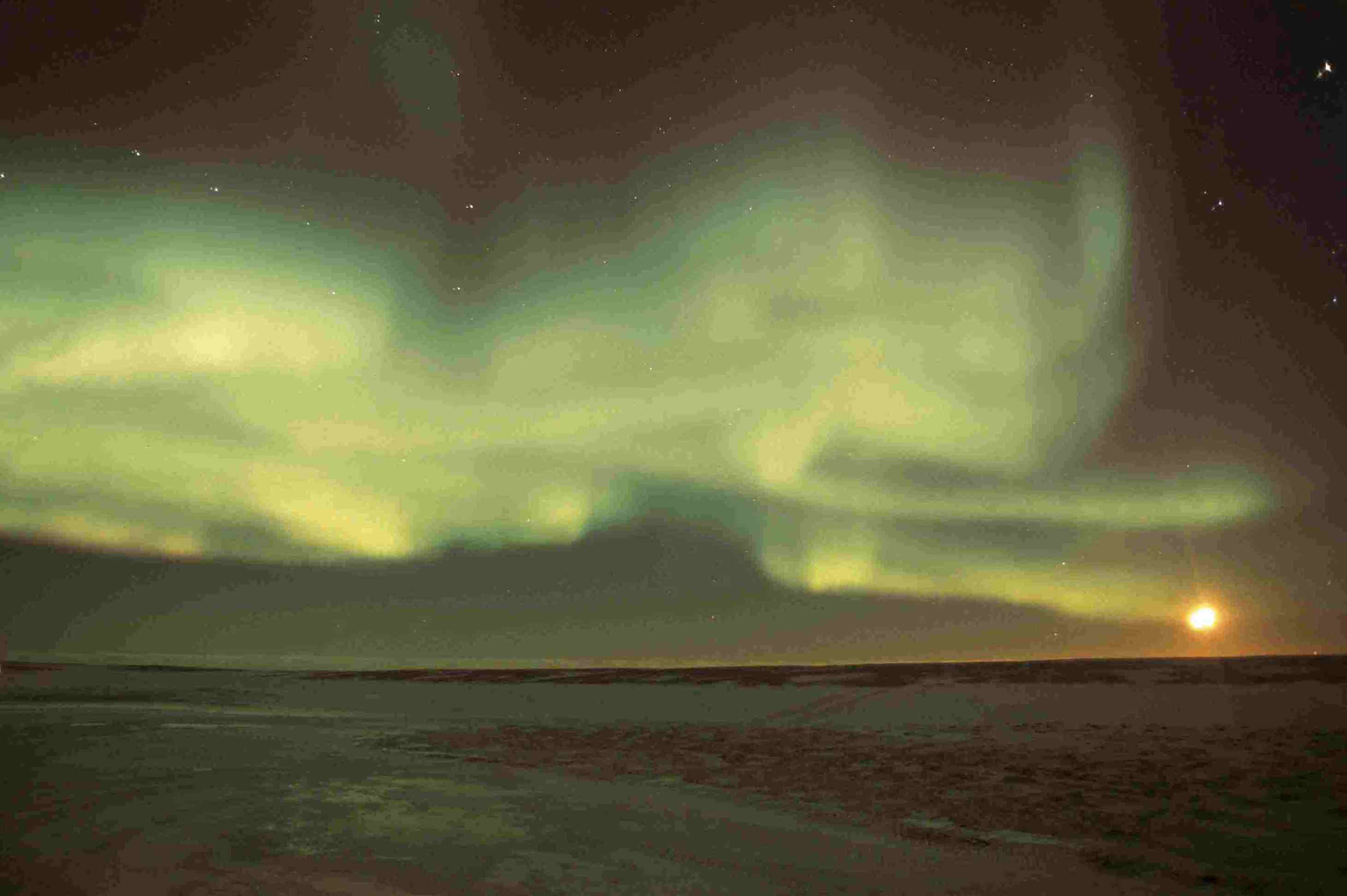
Noorderlicht in het National Park
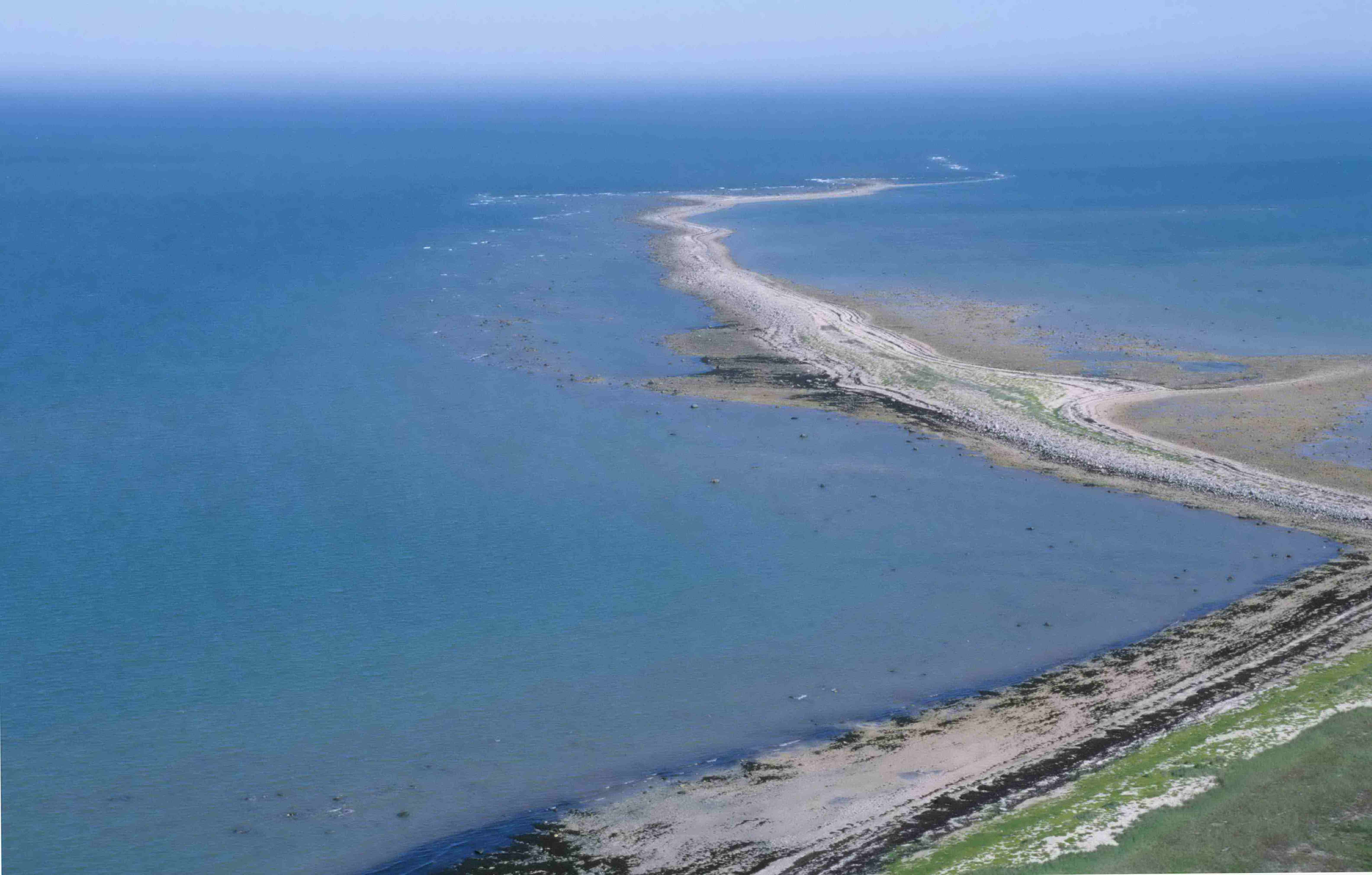